# Alan Faneca
Alan Joseph Faneca (Nueva Orleans, Luisiana, 7 de diciembre de 1976), más conocido como Alan Faneca, es un exjugador profesional estadounidense de fútbol americano que se desempeñó en la posición de guard en la National Football League (NFL). Es miembro del Salón de la Fama del Fútbol Americano Profesional.

## Carrera
Faneca jugó como profesional diez temporadas en Pittsburgh Steelers (1998-2007), después pasó a New York Jets (2008-2009), luego a Arizona Cardinals, donde jugó una temporada (2010), y fue el equipo en el que se retiró.

## Reconocimiento
En 2021, ingresó como miembro al Salón de la Fama del Fútbol Americano Profesional.